# Robert Walpole

Wapen van Walpole

Robert Walpole (Houghton, 26 augustus 1676 - Londen, 18 maart 1745), 1e graaf van Orford, was een Brits politicus van de Whig Party en was van 4 april 1721 tot 11 februari 1742 de eerste premier van Groot-Brittannië (destijds Koninkrijk Groot-Brittannië).
Robert Walpole heeft Eton College bezocht en aan de universiteit van Cambridge gestudeerd. In 1701 werd hij lid van het parlement voor Castle Rising. In 1705 werd Walpole benoemd tot lid van de raad van de heren van de Admiraliteit en in 1708 werd hij benoemd tot minister van Oorlog. Daarna werd Walpole in 1710 benoemd tot eerste secretaris van de Marine en werd de belangrijkste raadgever van John Churchill in de Spaanse Successieoorlog. Hierdoor werd hij een van de belangrijkste leden van het kabinet, maar na een aanval van zijn partijleden op de Tories kreeg de partij een slechtere reputatie. Walpole werd door de Tories later zelfs veroordeeld voor corruptie uit wraak op de aanval en werd gedurende zes maanden opgesloten in de Tower of London. Hij werd ook verdreven uit het Parlement, maar werd in 1713 toch herkozen als parlementslid. In de daaropvolgende periode werd Walpole steeds belangrijker binnen de Whig Party; in 1715 werd hij minister van Financiën en in 1721 premier van het Verenigd Koninkrijk. Hij bleef tot 1742 premier en stierf drie jaar later in 1745.

## Biografie

### Jeugd
Robert Walpole werd in de Houghton Hall in Houghton (Norfolk) geboren als derde zoon van een zeventien kinderen tellende familie, waarvan acht stierven tijdens de kindertijd. Zijn ouders waren Robert Walpole, een politicus van de Whig Party, afgevaardigde voor Castle Rising in het House of Commons en Mary Burwell. Zijn broers waren onder andere Galfridus Walpole en Horatio Walpole. Walpole zat op school in Great Dunham. Van 1690 tot 1696 bezocht hij Eton College en van 22 april 1696 tot 25 mei 1698 studeerde hij aan het King's College van de universiteit van Cambridge.

### Politieke carrière
Op 30 juli 1700 trouwde Walpole met Catherine Shorter en kreeg in dat huwelijk twee dochters en vier zonen, namelijk:
- Robert Walpole (1701 - 31 maart 1751)
- Katherine Walpole (13 mei 1703 - 22 oktober 1722)
- Horatio Walpole (1704 - 24 juli 1704)
- Mary Walpole (1705 - 2 januari 1732)
- Edward Walpole (1706 - 1784)
- Horace Walpole (1717 - 1797)

In november 1700 stierf zijn vader en doordat zijn oudere broers waren gestorven moest hij hem opvolgen, ook al wilde hij in de kerk werken. Walpole werd hierdoor lid van de Whig Party en werd bestuurder van Castle Rising na het winnen van de verkiezingen in januari 1701 voor het House of Commons van Engeland. Hij erfde ook het landgoed en kreeg een salaris van £2000 per jaar. Op 23 juli 1702 werd Walpole bestuurder van het Parlement van King's Lynn voor het House of Commons.
Walpole werd net als zijn vader lid van de Whigs, de liberale stroming binnen de Whig Party. Zijn bestuurlijke vaardigheden werden opgemerkt door lord Godolphin, de groot-schatbewaarder van het Verenigd Koninkrijk en in juni 1705 werd hij raadgever van de "Lord High Admiral", destijds George van Denemarken, die toen de zaken van de marine regelde in de Spaanse Successieoorlog (1701-1714). Op 25 februari 1708 werd Walpole gepromoveerd tot minister van Oorlog en admiraal van de raad van bestuur, waardoor hij de hertog van Marlborough en de koningin ontmoette. In 1710 werd hij penningmeester van de marine. Walpole werd snel een van de belangrijkste leden van het kabinet en werd een belangrijk lid van de Kit-Cat Club.
In 1710 deed onder andere lord Godolphin een aanval op de Tory Party; hierdoor verloren ze de verkiezingen in 1710 en won de Tory Party, de conservatievenpartij. Als wraak op de aanval probeerden de Tories de carrière van de hertog van Marlborough en Walpole te vernietigen, ook al had Walpole niks met de aanval te maken. In 1712 werd Walpole aangeklaagd door de Tories voor corruptie, die hij tijdens zijn tijd als minister van oorlog zou hebben gepleegd. Hij kreeg uiteindelijk een gevangenisstraf van zes maanden in de Tower of London.
In 1713 werd hij toch weer parlementslid en hij werd steeds belangrijker binnen de Whig Party en werd in 1715 minister van Financiën. Na onenigheid binnen zijn partij moest hij echter ontslag nemen, maar in 1720 werd hij benoemd tot paymaster general. In deze functie vermeed hij dat er een schandaal ontstond ten gevolge van de ineenstorting van de South Sea Company, waarna hij in 1721 opnieuw minister van Financiën werd.
Op 4 april 1721 werd hij tevens de eerste premier van het Verenigd Koninkrijk. Aanvankelijk voerde hij onder koning George I een vredespolitiek, zorgde hij voor lagere belastingen en verminderde hij de staatsschuld. Ook wist Walpole dat het belangrijk was om het parlement aan zijn kant te hebben. Dit zorgde ervoor dat hij door de oppositie beschuldigd werd van omkoperij en corruptie om aan de macht te kunnen blijven.
Na de dood van koning George I leek het erop dat Walpole door koning George II ontslagen zou worden, omdat de nieuwe koning een hekel had aan hem. Hij slaagde er echter in om aan de macht te blijven, deels door de steun van koningin Caroline. In 1735 schonk George II aan Walpole de woning op het adres 10 Downing Street, tot op vandaag de ambtswoning van de Britse premier.
Eind jaren 1730 begon er zich in Walpoles eigen partij een oppositie te ontwikkelen en door zijn critici werd een handelsdispuut met Spanje misbruikt om Walpole in 1739 te dwingen om Spanje de oorlog te verklaren, de zogenaamde Oorlog om Jenkins' oor. Nadat Walpole in 1741 de verkiezingen verloor, werd zijn positie nog instabieler, omdat een aantal Whigs tegen zijn manier van oorlogsvoering waren. Uiteindelijk leidde dit in februari 1742 tot zijn ontslag.
Hetzelfde jaar nog werd Walpole benoemd tot graaf van Oxford. Drie jaar later overleed hij.